# ウーファートン送信所

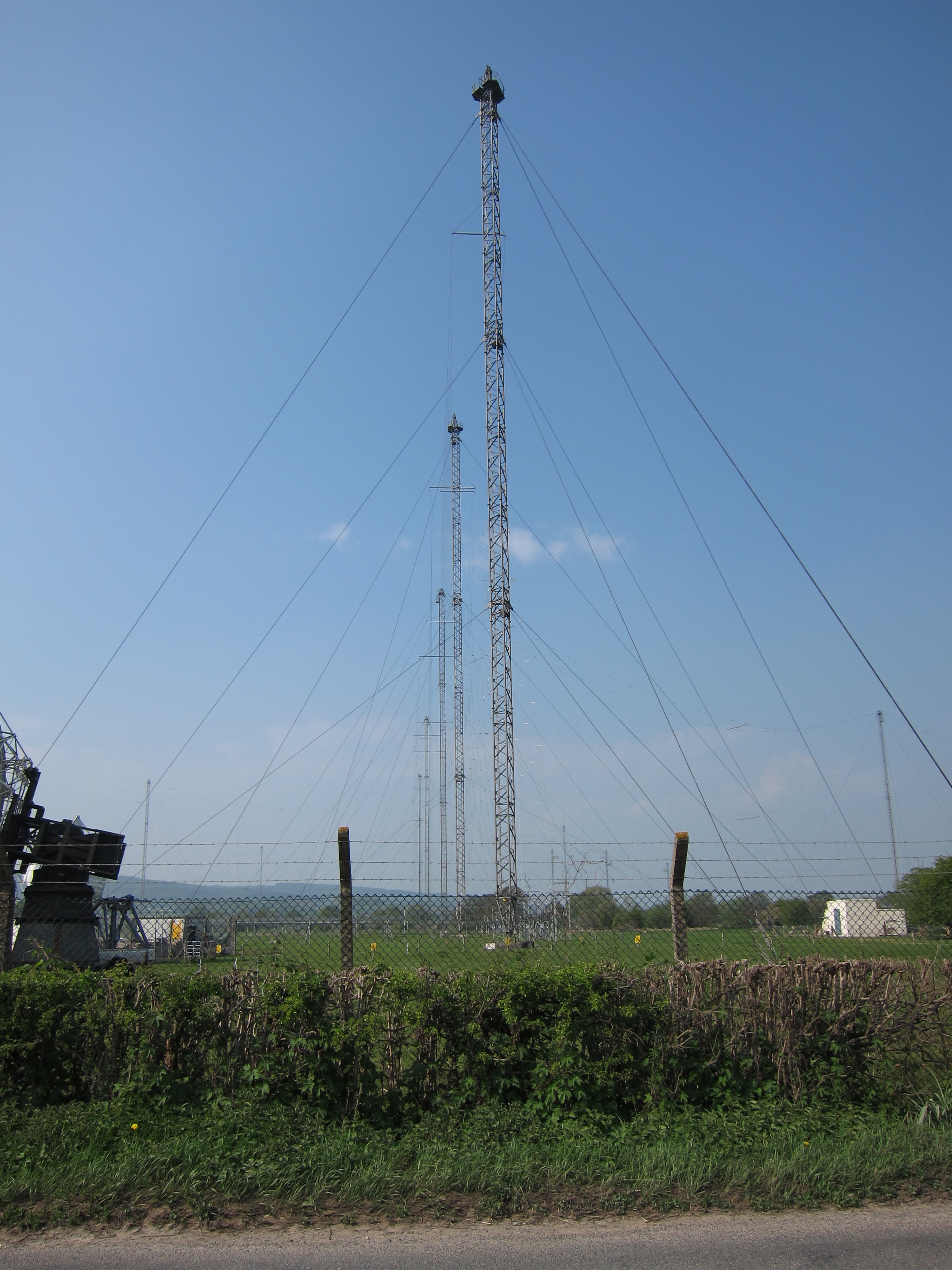
ウーファートン短波送信所

ウーファートン送信所（ウーファートンそうしんじょ、英語: Woofferton transmitting station）はイギリスシュロップシャーウーファートンにある短波放送の送信所である。この送信所は、もともと第二次世界大戦中にBBCによって建設されたものでレンドリース法によって得られた6台のRCA社製50kW送信機を有していた。過去にこの送信所は何度も近代化され、現在ではデジタル・ラジオ・モンディエール（DRM）と呼ばれるデジタルラジオ番組を送信できる設備も有していて、NHKワールド・ラジオ日本やBBCワールドサービス、ドイチェ・ヴェレ、ボイス・オブ・アメリカ、ボイス・オブ・ベトナムなどの放送局が、ヨーロッパ、ロシア、北・中央アフリカ、中東、南米向けの短波放送を4MHz〜26MHzで放送するために使用している。また、衛星通信にも使用されている。

## 冷戦時代
冷戦時には、6台のマルコーニBD272 250kW送信機が設置されていた。その設備をBBCがボイス・オブ・アメリカ（VOA）に提供する形で東側諸国向けの放送に使用された。ソ連のジャミングの中、他の西側諸国の短波放送よりも強力な出力で放送を東部諸国に送信した。当時、各放送の開始時に送信所名を送出するのは、VOAの慣習であった。そのため、ウーファートンを訪れる人々は、「こちらはウーファートンのボイス・オブ・アメリカです」という言葉で放送が始まるのを楽しみにしていた。

## 民営化
1990年代には、BBCの送信設備はすべて民営化された。民営化後は、2010年3月にバブコック・インターナショナルに買収されるまで、VTコミュニケーションズという名前でVTグループに買収されたMerlin Communicationsによって運営された。

## 送信設備
ウーファートン送信所には現在、Riz製 250kW送信機（2007年-2008年に導入）3台、Riz製 500kW送信機（2006年導入）1台、マルコーニ製 300kW送信機（1980年導入）4台と250kW送信機（1963年導入)2台がある。また、Rizの送信機は、DRM放送の送信も可能で、BBCとNHKのデジタル番組を送信している。